# Lara (zangeres)
Lara Mol (Huizen, 22 februari 1989) is een Nederlandse zangeres. In 2008 scoorde ze een hit met That's It Baby.

## Biografie
Lara werd ontdekt door haar oudere zus Esther, toen ze zich had ingeschreven op de zaterdagse theaterschool. Dat werd een succes, waarna ze meedeed aan diverse talentenjachten. Vervolgens wilde ze wel wat anders en dacht ze dat het zingen van pop, r&b, jazz en soulliedjes op zangles eigenlijk veel leuker was dan musicals.
Ze begon ook eigen liedjes te schrijven. Zo schreef ze voor een groot gedeelte haar debuutsingle Fed Up zelf. De single werd een redelijk succes in de Single Top 100. In het voorjaar van 2006 stond de single acht weken genoteerd met een 17e plaats als beste notering.
Eind 2007 komt haar tweede single uit. That's It Baby, een nummer dat oorspronkelijk door Marcel Bultman werd geschreven voor de commercials van het telefooninformatienummer 1850. Door de grote vraag naar het nummer heeft hij samen met Lara de singleversie geschreven. Het nummer bereikt, naast de 29e plaats in de single Top 100 ook 7 weken lang de Nederlandse Top 40 met als hoogste notering de 25e plaats.

## Discografie

### Singles
| Single met eventuele hitnotering(en) in de Nederlandse Top 40 | Datum van verschijnen | Datum van binnenkomst | Hoogste positie | Aantal weken | Opmerkingen |
| ------------------------------------------------------------- | --------------------- | --------------------- | --------------- | ------------ | ----------- |
| Fed Up                                                        | 2006                  | 11-03-2006            | tip2            | -            |             |
| That's It Baby                                                | 2007                  | 19-01-2008            | 25              | 7            |             |

## Trivia
- In november 2007 was Lara achtereenvolgens bij Stenders Eetvermaak van Rob Stenders – in het onderdeel Indecent Proposal – en bij Nachtegiel van Giel Beelen bij 3FM te gast om haar hitsingle That's It Baby te promoten.